# Marcos André
Marcos André de Sousa Mendonça (ur. 20 października 1996 w Coroatá) – brazylijski piłkarz występujący na pozycji napastnika w hiszpańskim klubie Valencia. Wychowanek Guaratinguety, w trakcie swojej kariery grał także w takich zespołach, jak Celta Vigo B, Órdenes, Logroñés, Real Valladolid oraz Mirandés.